# Oberelsbach
Oberelsbach é um município da Alemanha, situado no distrito de Rhön-Grabfeld, no estado da Baviera. Tem 67,66 km² de área, e sua população em 2019 foi estimada em 2.678 habitantes.